# Mulernes Legatskole
Mulernes Legatskole er et gymnasium beliggende i Odense NØ. 
Gymnasiet har 27 klasser og ca. 700 elever (2021). Skolen har 90 ansatte og ledes af rektor Jeppe Kragelund.

## Historie
Mulernes Legatskoles historie går tilbage til 1720, hvor Mule-slægten etablerede en skole, som skulle tilbyde drenge fra Odense en eksamen. Fra grundlæggelsen havde skolen nogle fripladser, og eleverne talte således både børn fra det bedre borgerskab og børn fra mere jævne kår.
Skolen flyttede i 1893 ind i nye lokaler på Hunderupvej tæt på Odense Centrum. Med undtagelse af studentereksamen på Odense Katedralskole var skolen gennem mange år det eneste sted, man kunne få en højere uddannelse i byen. På skolen kunne man få realeksamen. Som det fremgår af navnet, var skolen oprindeligt finansieret via legater – altså private midler. Men som årene gik, var det ikke længere tilstrækkeligt til at finansiere en stadigt voksende skole. Som konsekvens heraf overtog kommunen skolen i 1944. 
Først i 1962 optog man piger på skolen. Samme år åbnedes skolens gymnasieafdeling. Bygningerne på Hunderupvej blev for små i takt med det voksende elevantal, og de nuværende bygninger i Vollsmose blev taget i brug i 1968. Den nye skole tilbød udover studentereksamen også hf. Skolen var indrettet på en for datiden revolutionerende måde, idet man havde unikke lokaler til hvert fag. Tidligere havde hver klasse haft et klasseværelse, hvor næsten al undervisningen foregik. Skolen havde i 1969 438 elever.
Som led i kommunalreformen i 1970 overgik skolen fra Odense Kommune til Fyns Amt. Elevtallet fortsatte med at vokse, og i 1975 blev en tilbygning indviet.
Skolen blev fra 2007 i lighed med landets øvrige gymnasier selvejende. 

## Flexundervisning
Skolen indfører fra august 2025 et projekt med navnet "flexundervisning". Eleverne har skolegang fra kl. 9 til 14.30 hver dag. Derudover er der fleksibel undervisning, hvor eleverne selv bestemmer, hvornår de arbejder med deres opgaver. Der oprettes en studiezone, hvor eleverne kan få hjælp, vejledning og sparring fra deres lærere hver dag kl. 8-9 og igen kl. 14.30-16.30. Formålet med tiden er at udnytte undervisningen, så eleverne på én gang får kortere skoledag og højere udbytte af undervisningen.
Mulernes Legatskole har som eneste gymnasium i Odense fået dispensation til en særlig Idræt B - studieretning og har et  multisportsanlæg med baner til beachhåndbold, beachvolley, streetbasket, parkour og streetfodbold. 